# Honen
Honen (法然, 13. maj 1133 – 29. februar 1212) bio je japanski religijski reformator i osnivač japanskog ogranka budizma čiste zemlje zvanog Džodo-šu (浄土宗, „škola čiste zemlje”). U srodnoj školi istinski čiste zemlje (Džodo-šinšu) se smatra njenim sedmim patrijarhom. 

## Život
Honen je u mladosti postao monah tendaj sledbe, ali je, nezadovoljan, tražio budistički put koji bi svako mogao slediti, čak i u onome što se smatralo dobom slabljenja darme. Nakon što je otkrio spise kineskog budiste Šan-taoa, počeo je naučavati ponovo rođenje u čistoj zemlji Amitabe kroz recitovanje Budinog imena ili nembucu.
Honen je stekao veliki broj sledbenika, ali i kritičara. Japanski car je 1207. dao proterati Honena i njegove sledbenike, nakon incidenta u kome su učestvovali, na nagovor drugih budističkih zajednica. Honen je konačno pomilovan te mu je dozvoljeno da se vrati u Kjoto nedugo pre smrti.

## Učenje
Škola čiste zemlje je naglašavala posvećenost Amida Budi i oslanjanje na njegovu moć da svoje sledbenike povede do Čiste zemlje. Ovo je za posledicu imalo da je potreba za postojanjem monaha i manastira u Školi čiste zemlje gotovo prestala, jer je budističke vernike čuvala „moć Drugoga”, tj. moć Amida Bude, a ne njihov sopstveni napor. Prema Honenu, prizivanje Budinog imena (nembucu) bio je jedini postojeći put do postizanja prosvetljenja tokom doba propasti (mappo).

## Literatura
- Enciklopedija živih religija, Nolit, Beograd. 2004.  978-86-19-02360-3.
- Kembridžova ilustrovana istorija religije, Stylos, Novi Sad. 2006.  978-86-7473-281-6.